# Powstanie sołowieckie

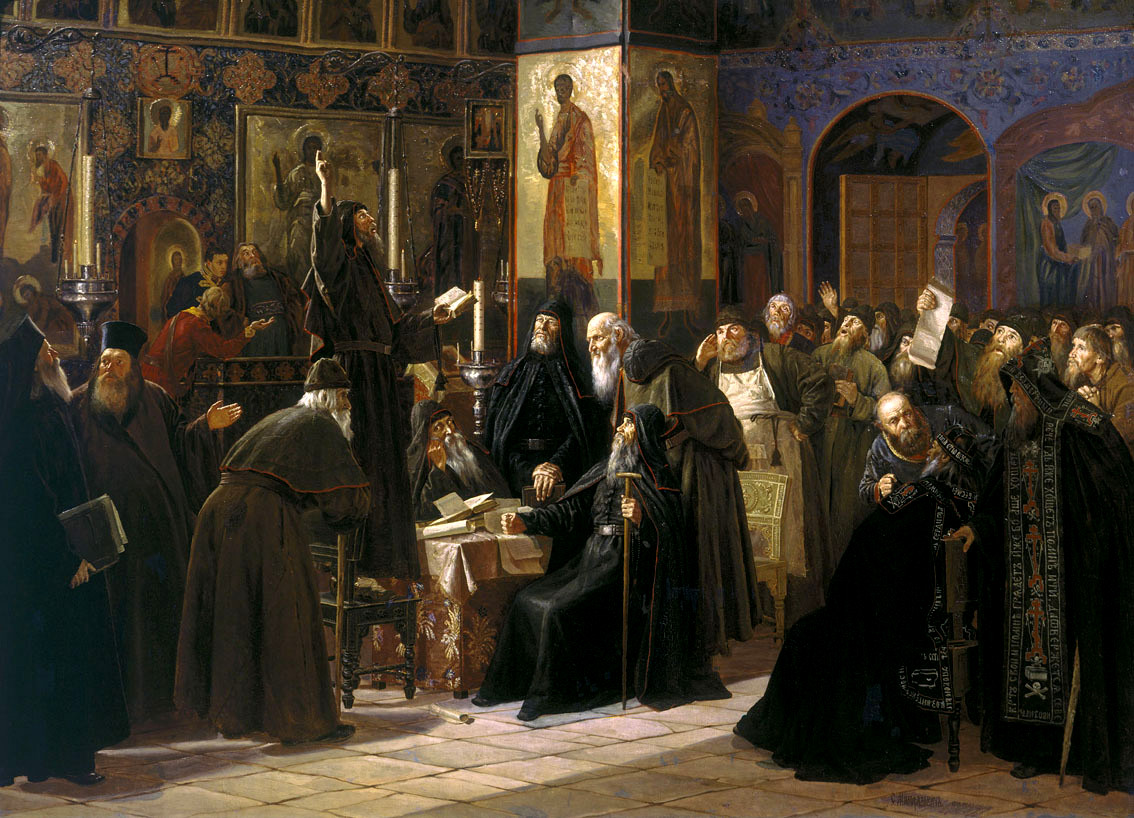
Czarny sobór, obraz Siergieja Miłoradowicza. Mnisi Monasteru Sołowieckiego odrzucają postanowienia reformy liturgicznej

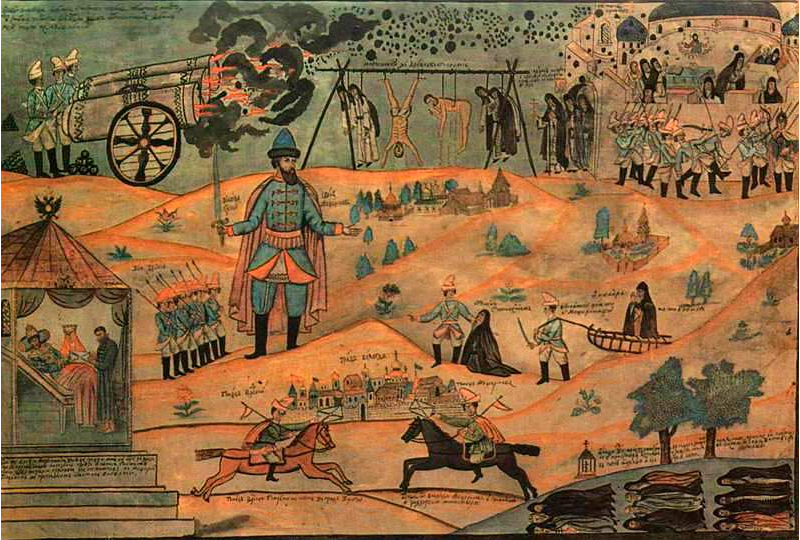
Egzekucja mnichów Monasteru Sołowieckiego, ikona staroobrzędowa

Powstanie sołowieckie – zbrojny bunt mnichów Monasteru Sołowieckiego przeciwko reformom patriarchy Nikona.
Mnisi Monasteru Sołowieckiego w 1657 definitywnie odrzucili poprawione księgi liturgiczne, opracowywane pod kierunkiem patriarchy moskiewskiego i całej Rusi Nikona od 1655. Dziesięć lat później, gdy sobór moskiewski potwierdził zasadność reformy i ekskomunikował jej przeciwników, zakonnicy, z archimandrytą Nikanorem na czele postanowili zbrojnie przeciwstawić się wprowadzaniu poprawionych obrzędów. W przesłanym do Moskwy piśmie zadeklarował, że mnisi wolą zginąć i zdobyć w ten sposób życie wieczne, niż wyrzec się ruskich tradycji, reprezentowanych przez świętych na czele z byłym przełożonym Monasteru Sołowieckiego, świętym metropolitą moskiewskim Filipem II. W 1668 przeciwko monasterowi skierowana została wojskowa ekspedycja karna. Oblężenie klasztoru trwało osiem lat. Długotrwały opór mnichów był możliwy dzięki korzystnemu położeniu monasteru na Wyspach Sołowieckich i jego potężnym fortyfikacjom, wzniesionym wcześniej w celu obrony przed Szwedami. Oblężonym sprzyjał również fakt, że car Aleksy I Romanow nie rzucił wszystkich dostępnych sił do ataku na monaster.
W czasie oblężenia mnisi Monasteru Sołowieckiego pisali kolejne listy do cara i wiernych, uzasadniając w nich swoje przekonanie o słuszności starych obrzędów i dowodząc, że ziemia rosyjska od wielu stuleci była celem szczególnych ataków szatana. Reforma Nikona miała być ostatnim z nich, poprzedzającym przybycie Antychrysta na ziemię. Wędrowni zakonnicy pochodzący z Sołowek krążyli wśród ludności północy Rosji, wzywając do buntu.
Oblężenie zakończyło się zdobyciem Monasteru Sołowieckiego przez carskie wojska, dzięki zdradzie jednego z mnichów. Spośród wziętych do niewoli obrońców tylko czternastu zachowano przy życiu, pozostali zostali straceni.